# فروستال
فروستال (انگلیسی: Ferrostaal) شرکت خوشه‌ای آلمانی است، که در سال ۱۹۲۰ تأسیس شد.